# Lesław Nawacki
Lesław Nawacki (ur. 8 maja 1948 w Gliwicach) – polski urzędnik państwowy i administratywista, w 1989 i od 1993 do 1997 podsekretarz stanu w Ministerstwie Pracy i Polityki Socjalnej, w latach 1993–2021 pracownik Biura RPO.

## Życiorys
Syn Kazimierza i Wandy. W 1976 ukończył zawodowe studium administracji, a w 1982 uzyskał tytuł magistra administracji na Wydziale Prawa i Administracji Uniwersytetu Warszawskiego. Został później wykładowcą na podyplomowym studium ubezpieczeń społecznych na tym wydziale. Działał w Związku Młodzieży Socjalistycznej (1964–1973), Zrzeszeniu Studentów Polskich (1973–1978) oraz Kole Młodzieży Wojskowej. Od 1971 należał do PZPR (był m.in. zastępcą członka Komitetu Dzielnicowego Warszawa-Ochota). Uczestniczył w obradach Okrągłego Stołu po stronie partyjno-rządowej w zespole ds. pluralizmu związkowego.
Początkowo zatrudniony jako referent w Kombinacie Inżynierii Miejskiej w Gliwicach, od 1970 do 1972 odbywał służbę wojskową. Pracował następnie jako specjalista w Gliwickim Przedsiębiorstwie Instalacji Elektrycznych oraz w ramach biura turystyki zagranicznej w dyrekcji Funduszu Wczasów Pracowniczych. W latach 1974–1982 kolejno instruktor, kierownik wydziału i biura prezydium Związku Zawodowego Transportowców i Drogowców w Warszawie. Od 1982 pracował w Ministerstwie Pracy i Polityki Socjalnej (początkowo Ministerstwie Pracy, Płac i Spraw Socjalnych), m.in. jako szef biura ds. współpracy ze związkami zawodowymi oraz dyrektor departamentu prawa pracy. Od 23 stycznia do 30 września 1989 był podsekretarzem stanu w tym resorcie, następnie do 1991 zajmował stanowisko dyrektora generalnego. Ponownie był w nim podsekretarzem stanu od 20 grudnia 1993 do 1 grudnia 1997. Współpracował z Tadeuszem Zielińskim; w latach 1993–2021 był zatrudniony w Biurze Rzecznika Praw Obywatelskich, gdzie był szefem zespołu prawa pracy i zabezpieczenia społecznego.
W 2000 odznaczony Krzyżem Kawalerskim Orderu Odrodzenia Polski.